# 673014 Kosakissattila
673014 Kosakissattila este o planetă minoră (asteroid) din Inner Main Belt⁠(d). A fost descoperită pe 1 septembrie 2014 la  de . 
Obiectul prezintă o orbită caracterizată de o semiaxă mare de 1,9444616299086 UAi, o excentricitate de 0,075923986425241, o înclinație de 23,375828356952 ° în raport cu ecliptica.